# Spodistes beltianus
Spodistes beltianus är en skalbaggsart som beskrevs av Bates 1888. Spodistes beltianus ingår i släktet Spodistes och familjen Dynastidae. Inga underarter finns listade i Catalogue of Life.